# Zdeněk Boháč (historik)
Zdeněk Boháč (3. ledna 1933 Klínec – 25. března 2001 Praha) byl český historik a historický geograf, organizátor česko-lužické kulturní spolupráce. Stal se průkopníkem komplexního studia dějin středověkého osídlení, feudální pozemkové držby a demografického vývoje českých zemí. Zabýval se českými církevními dějinami.

## Život
Po studiu historie na Filozofické fakultě UK v Praze působil jako středoškolský profesor a od roku 1969 nastoupil dráhu vědeckého pracovníka. V letech 1970–1986 a také v letech 1990–1998 působil jako vedoucí redaktor Historické geografie a jako předseda Komise pro historickou geografii při Ústavu československých a světových dějin Československé akademie věd a dále v letech 1976–1985 a v letech 1990–1998 při Historickém ústavu Akademie věd České republiky. Byl předsedou Společnosti přátel Lužice. Ve svých pracích se zabýval dějinami osídlení, národnostním a kulturním vývojem zemí Koruny české, dějinami Lužice a česko-lužickými vztahy, církevními dějinami, historickou geografií a toponomastikou. Je pochován v rodném Klínci v okrese Praha-západ.

## Monografie
- 1993 České země a Lužice (1993)
- 1999 Atlas církevních dějin českých zemí 1918–1999
- 1995 Poutní místa v Čechách
- 1999 Ostrov. Tisíciletá historie zmařeného kláštera

a mnoho další prací